# Dưới bóng cây
Dưới bóng cây là một bộ phim hoạt hình 3D ngắn của Việt Nam, do Colory Animation Studio thực hiện trong thời gian 4 tháng, ra mắt đầu tiên trên YouTube ngày 21 tháng 5 năm 2011.

## Nội dung
Một chú chuột khoác lác thích làm người dũng cảm, và rồi chú nhận ra là: Chuột thật ra cũng dũng cảm lắm, nhưng lòng dũng cảm không phải nằm ở gan, mà là ở tim của Chuột.
Phim mở đầu với cảnh chú đang khoe mẽ chiếc nhẫn gia truyền với cua và ếch rằng vì chú dũng cảm, không sợ con vật nào đe dọa nên mới được trao. Và rồi, rắn xuất hiện. Chuột chạy biến đi đầu tiên...

### Nhân vật
- Chuột
- Cua
- Ếch
- Rắn

## Hậu trường
- Âm nhạc: trong phim có sử dụng một số nhạc phẩm nước ngoài:[2]
  - The Ginormica của Henry Jackman
  - Far away from home của Groove Coverage
  - Once upon a time in Africa của Hans Zimmer
- Trong phim có cảnh sử dụng hiệu ứng domino khi chú chuột vô tình đã đánh bại rắn.
- Lồng tiếng: Đỗ Thị Minh Thư (Ếch) và Đoàn Trần Anh Tú (Chuột). Đoàn Trần Anh Tú là em gái của đạo diễn Đoàn Trần Anh Tuấn, lúc đó còn đang học lớp 12.[3]
- Trong quá trình sản xuất phim, để tạo kinh phí, nhóm làm phim phải kết hợp làm thêm các dự án quảng cáo khác. Cả nhóm đã nỗ lực để phim có thể ra mắt trước ngày Tết Thiếu nhi 1 tháng 6.[3]

### Vinh danh
Dưới bóng cây đã tham dự YxineFF 2011 tại Việt Nam và đã giành được 3 giải quan trọng
- Giải Trái tim hồng do Khán giả bình chọn
- Giải Trái tim vàng do Ban giám khảo bình chọn
- Giải đạo diễn xuất sắc nhất dành cho đạo diễn Đoàn Trần Anh Tuấn

### Phê bình
- Nhận xét của Ban giám khảo YxineFF 2011:[4]

| “ | Làm phim hoạt hình cực kỳ khó, bởi người làm phim gần như phải sáng tạo ra tất cả mà không thể nương dựa vào một yếu tố tự nhiên nào như bối cảnh đẹp hay diễn viên xinh. Làm phim hoạt hình đối với các bạn trẻ, đặc biệt ở Việt Nam, còn khó khăn hơn nữa. Dưới bóng cây thực sự xuất sắc khi đã vượt lên được sự ngô nghê thường gặp, mang tới cho khán giả cảm xúc. Điều này có được đặc biệt nhờ cách xây dựng nhân vật đầy thông minh, cá tính kết hợp với kịch bản, diễn xuất, dựng phim, âm nhạc, lồng tiếng,… mang đậm dấu ấn chuyên nghiệp. Hơn nữa, bộ phim phản ánh rất rõ nét chủ đề Niềm tin của YxineFF năm nay. | ” |